# Император Бурэцу
Император Бурэцу (яп. 武烈天皇 Бурэцу-тэнно:) — 25-й император Японии. По традиционной датировке, Бурэцу правил с 498 по 506 год.

## Жизнеописание
Сведений об императоре Бурэцу крайне мало, как источников и материалов для дальнейшей проверки и изучения сведений о самом императоре и времени его правления. Известно, что он был сыном императора Нинкэна, а имя его матери было Касуга но Ойрацумэ но Кого (春日大郎皇后). Его же собственное имя — Охацусэ но Вакасадзаки но Микото (小泊瀬稚鷦鷯尊)
Во время правления Бурэцу его титул не включал слова тэнно, большинство историков считают, что этот титул не употреблялся до начала правления императора Тэмму. Скорее всего его титул звучал как Сумэрамикото или Амэносита Сиросимэсу Окими (治天下大王), означавший: «великий царь, управляющий всем под небесами». По другому варианту Бурэцу мог именоваться как «Великий правитель Ямато (ヤマト大王/大君)».
Бурэцу по существу описывается в источниках негодным правителем. Так в Нихон сёки он сравнивается с Ди Синем, последним императором династии Шан, но в Кодзики подобное сравнение не встречается. Есть несколько теорий о подобном разночтении в оценках. Некоторые полагают, что негативная оценка Бурэцу была обусловлена намерением прославить его преемника императора Кэйтая, взявшего власть при сомнительных обстоятельствах. В японских учебниках истории до и во время Второй мировой войны правление Бурэцу сознательно не упоминалось.
Действительное место захоронения императора Бурэцу неизвестно. Император Бурэцу традиционно почитается в синтоистском храме в Наре.
Управление Императорского двора Японии отмечает этот храм как мавзолей императора Бурэцу. Официально он называется Катаока но Ивацуки но ока но кита но мисасаги.